# John Pineda
John Pineda (ur. 7 lutego 1982) – kanadyjski zapaśnik w stylu wolnym. Zajął trzynaste miejsce na mistrzostwach świata w 2010 i 2013. Brązowy medalista mistrzostw panamerykańskich w 2008 roku.